# سیارک ۱۹۸۷۴
سیارک ۱۹۸۷۴ (به انگلیسی: 19874 Liudongyan، نامگذاری:6775P-L) نوزده هزار و هشتصد و هفتاد و چهارمین سیارک کشف شده‌است که در ۲۴ سپتامبر ۱۹۶۰ کشف شد.